# خلوو، استان لهستان بزرگ
خِلوو (انگلیسی: Chlewo) روستایی در شهرستان اوستژشوف واقع در گمینا گرابوف ناد پروسنان و استان لهستان بزرگ در لهستان است. این روستا در ۱۱ کیلومتری شمال اوسترزسو و ۱۲۷ کیلومتری جنوب شرقی پوزنان واقع شده است.